# Masashi Ozaki
Masashi Ozaki  (尾崎 将司, Ozaki Masashi; Kaiyō, Tokushima, 24 januari 1947) is een golfprofessional uit Japan.
Het lijkt alsof golf pas na de Tweede Wereldoorlog door generaal Douglas MacArthur in Japan werd geïntroduceerd, maar reeds in 1927 werd het eerste Japans Open georganiseerd. De meest bekende Japanse golfer uit de 70'er jaren is  Masashi Ozaki, gezien zijn grote gestalte werd hij Jumbo genoemd. Zijn grote rivaal was Isao Aoki.

## Baseball
In de jaren 1965-1967 was Ozaki werper van het honkbalteam van de Tokushima Kainan High School dat onder andere het 36ste National High School Baseball Invitational Tournament won. In 1967 tekent hij een contract met de Nishitetsu Lions. De manager van de Lions, zelf golffanaat, introduceert Jumbo bij de golfsport. 

## Golf
Op 23-jarige leeftijd werd Ozaki professional golfer. Jumbo Ozaki heeft ruim 100 toernooien gewonnen, waarvan tien in 1972. Hij eindigde 8ste bij de Masters in 1973 en 10de bij het Brits Open in 1979. Hij heeft bijna 200 weken in de top-10 van de wereldranglijst gestaan tussen 1989 en 1998. Ozaki stond ook aan de top van de Japanse rangorde in 1973-74, 1977, 1988-90, 1992 en 1994-98.
In 1992 speelde Jumbo en zijn broer Joe het Brits Open, maar misten beiden de cut. Pas in 2009 speelden weer twee broers op het Open, Elliot en Lloyd Saltman.
Ozaki speelde 96 toernooien op de Amerikaanse PGA Tour tussen 1972 en 2000, waaronder achttien keer de Masters.
Ozaki heeft twee jongere broers die ook professional golfers zijn, Tateo 'Jet' en Naomichi 'Joe', die het Japans Open in 1999 won.

### Gewonnen

#### Japanse Tour
- 1973: Tohoku Classic, Kanto Pro Championship, ANA Sapporo Open, Tokai Classic, Taiheiyo Club Masters
- 1974: Tohoku Classic, PGA Championship, Suntory Open, ANA Sapporo Open, Japan Open Golf Championship, Nippon Series
- 1975: Tohoku Classic
- 1976: Kanto Open, Hiroshima Open, Sanpo Classic
- 1977: Pepsi-Wilson Tournament, Kanto Open, Tokai Classic, Nippon Series
- 1978: Pepsi-Wilson Tournament, Hiroshima Open
- 1980: Dunlop International Open, Fujisankei Classic, Nippon Series
- 1982: Kanto Open
- 1983: Jun Classic
- 1984: Hiroshima Open
- 1986: Fujisankei Classic, Nikkei Cup, Maruman Open, Jun Classic
- 1987: The Crowns, Fujisankei Classic, Jun Classic
- 1988: Dunlop Open, Nikkei Cup, Maruman Open, Japan Open Golf Championship, Golf Digest Tournament, Bridgestone Open
- 1989: Fujisankei Classic, PGA Championship, Sendai Classic, Yonex Open Hiroshima, Japan PGA Match-Play Championship Unisys Cup, ANA Open, Japan Open Golf Championship
- 1990: Fujisankei Classic, Yonex Open Hiroshima, Maruman Open, Daiwa KBC Augusta
- 1991: PGA Championship, Jun Classic
- 1992: Dunlop Open, The Crowns, PGA Philanthropy Tournament, ANA Open, Japan Open Golf Championship, Taiheiyo Masters
- 1993: Fujisankei Classic, PGA Championship, Golf Digest Tournament
- 1994: Dunlop Open, Yonex Open Hiroshima, ANA Open, Japan Open Golf Championship, Daiwa International, Sumitomo VISA Taiheiyo Masters, Phoenix Tournament
- 1995: The Crowns, Yonex Open Hiroshima, ANA Open, Dunlop Phoenix Tournament, Golf Nippon Series Hitachi Cup
- 1996: The Crowns, PGA Championship, Mitsubishi Galant Tournament, JCB Classic Sendai, Hisamitsu-KBC Augusta, Gene Sarazen Jun Classic, Phoenix Tournament (zijn 100ste overwinning), Golf Nippon Series Hitachi Cup
- 1997: Token Corporation Cup, The Crowns, Mitsubishi Galant Tournament, Hisamitsu-KBC Augusta, Bridgestone Open
- 1998: Yonex Open Hiroshima, Hisamitsu-KBC Augusta, Philip Morris Championship
- 1999: Token Corporation Cup, Yonex Open Hiroshima
- 2000: Sun Chlorella Classic
- 2002: ANA Open

#### Internationaal
- 1972: New Zealand PGA Championship

#### Anders
- 1971: Japan PGA Championship, Nippon Series, Golf Digest Tournament, Miki Gold Cup (tie met Billy Casper), Setouchi Series Hiroshima leg
- 1972: Wizard, Sapporo Open, Kanto Open, All Nippon Doubles, Nippon Series, Grand Monarch, First Flight, Chiba Open, Asahi International
- 1976: Chiba Open
- 1984: Kanagawa Open
- 1985: Kanagawa Open
- 1992: Sanko Grand Summer Tournament

### Teams
onder andere
- Presidents Cup (Internationaal team): 1996
- Four Tours World Championship: 1986 (winnaars), 1987, 1989

## Golfbaanarchitect
Ozaki woont buiten Tokio met zijn echtgenote Yoshiko en hun drie kinderen in een ommuurd paleisje. Hij speelt nog wel toernooien maar ontwerpt tegenwoordig ook golfbanen. Hij werkt samen met onder anderen Michael Kelly uit Tennessee.
- Mission Hills Country Club